# Balneari de Cardó
El Balneari de Cardó és un antic balneari del municipi de Benifallet (Baix Ebre) protegit com a bé cultural d'interès local i està inclòs dins de l'Inventari del Patrimoni Arquitectònic de Catalunya. En l'actualitat es troba en un estat d'abandonament que amenaça ruïna.

## Descripció
En ple Massís del Cardó, sobre el barranc de Sallent, un ampli conjunt monàstic, amb edificis conventuals i un conjunt de tretze ermites escampades pels voltants, es va transformar en balneari.
Algunes de les antigues ermites i edificacions del convent, van ser condicionades i reedificades per convertir-les en banys, xalets i masoveries.
A l'interior del convent, les dependències, serveis i salons, s'agruparen al voltant del claustre, que es va cobrir amb cristalls i es convertí en cantina. L'antiga església de Sant Hilari o Hilarió es convertí en sala de ball i el cor en biblioteca, mentre que la resta de les cel·les es van convertir en habitacions per als hostes. La capella privada del Prior o capella del Sagrament, petita habitació coberta amb volta del corredor "Fortí", amb petxines en els seus angles, va ser habilitada pel culte dels clients del balneari.
L'any 1884, es construí damunt d'una vella dependència del monestir, la nova capella de Sant Elies, d'una sola nau i d'un senzill barroc, més acord amb les necessitats del balneari.
Acabada la guerra, el 1940, es construïren nous edificis, pistes de tenis i una piscina; i a la sala de tractament ubicada dins de l'edifici del Borboll, antiga ermita de Sant Elies, es feu arribar directament les aigües provinents de la font de Sant Roc.

## Història
L'antic convent carmelita de Sant Hilarió de Cardó i les seves tretze ermites, arran de les bullangues de 1835, enfront del perill que comportava, es va decidir l'exclaustració de la comunitat monàstica. Posteriorment, l'any 1836, va patir la desamortització dels seus béns, quedant el convent abandonat i posteriorment saquejat.
No serà fins al 1844, que en Miguel Antonio Monclús, comprà a l'Estat parts de les propietats de la comunitat carmelita, deixant de banda el convent.
Les propietats que conferien les aigües bicarbonatades i arsenicals que brollaven de les fonts dels voltants de l'antic convent i l'entusiasme de dos empresaris tortosins, va fer que es condicionessin i reedifiquessin algunes de les edificacions en ruïnes de l'antic convent, així com bastint-ne de nous, que permeteren que el 5 de juny de 1866 s'inaugurés la primera temporada de bany al Balneari de Cardó, tot i que l'allotjament dels primers banyistes fos precari. La propietat, però, estava en mans de l'Estat.
Tot i que les terres de conreu al costat del monestir eren propietat de José Monclús i les fonts eren de lliure aprofitament, l'any 1870 l'edifici del monestir continuava sent propietat de l'Estat.
Les quatre finques comprades l'any 1872 per Salvador Cabestany Gasol i el seu oncle, inclogueren els edificis del Monestir, i no va ser fins a l'any 1877 que en Cabestany fou l'únic propietari d'aquestes finques.
Les aigües de Cardó van ser declarades d'utilitat pública l'any 1887.
A principis de segle, el balneari va tenir una vida puixant i albergà hostes il·lustres com: Ramon Cases, Anglada Camarasa, Josep Llimona, Apel·les Mestres o Lluís Millet, entre d'altres.
El balneari deixà de funcionar durant la Guerra Civil, i durant la batalla de l'Ebre, queda en territori republicà i va ser utilitzat primer per les Brigades Internacionals i després pel V Cos de l'Exèrcit Popular Republicà, comandat pel tinent coronel Enrique Líster. Al 1938, es convertir en hospital de sang de l'exèrcit republicà. Un any després d'acabada la Guerra, al 1940, el balneari tingué un nou propietari, Ricard Viñas Geis, qui el va restaurar i ampliar, rellançant novament la seva obertura.
Els grans canvis socials i de lleure que va viure Catalunya durant els anys cinquanta i seixanta, va provocar una gran crisi en el balneari i només es va poder mantenir en ús fins al 1967, quan un cop acabada la temporada, es realitzà la festa de comiat.
La propietat va ser adquirida el 1974 per Enric Nomen Borràs i el seu Grup Nomen, qui va canalitzar les aigües de les Fonts del Borboll i construir una planta envasadora d’aigua, la qual, amb els anys, va anar canviant de mans: Nestlé (1981), Abengoa (1987) i, finalment, el Grup Pascual (1989), qui a l'any 2003 anunciar, que invertiria 15 milions d'euros per modernitzar el balneari i tornar-lo a obrir. Tot i iniciar les obres, amb el desmuntatge de les teulades, amb la mort del Tomás Pascual al 2006, la gran crisi del sector de la construcció i el canvi de direcció de l'empresa Pascual, o una sobreexplotació dels aqüífers (part de les fonts estan seques), va ocasionar el tancament definitiu al 2007.

## Accessos
Durant els primers anys de funcionament del balneari, els accessos van ser els mateixos que utilitzaren els monjos, pel camí de Rasquera, travessant el Portell de La Creu de Cosp, i el camí de Tivenys, un accés que es realitzava a lloms de cavalleries durant tres o quatre hores, pel Coll de Sant Bernat, avui conegut com a Coll de Murtero.
Els dos empresaris tortosins que impulsaren el balneari al 1866, tan sols van poder arreglar el vell camí de ferradura que feien servir els monjos des de la població de Tivenys. Fins al 1885 no es va obrir un nou camí d'accés al monestir des de Tivenys, i dos anys després, al 1887, aquest camí, va ser ampliat i millorat, passant de ser un camí de ferradura a un camí carreter, apta per a carros. El qual va permetre que un carruatge tirat per cinc animals, arribés des de Tivenys fins al balneari.
L’antic camí de Rasquera, avui conegut com a camí dels Frares, va deixar d’utilitzar-se com a camí d’accés l’any 1903, quan es va construir l'espectacular carretera d'accés des de Rasquera i va permetre que els vehicles motoritzats arribessin còmodament al balneari. Actualment, aquesta carretera encara uneix la població de Rasquera amb el balneari.
L’exèrcit republicà, durant la batalla de l'Ebre, va fer obres de millora al camí carreter de Tivenys, que van permetre el pas de camions, primer de les Brigades Internacionals i després del V Cos de l'Exèrcit Popular Republicà, comandat pel tinent coronel Enrique Líster. Actualment, aquest camí, tot i que continua sense asfaltar, es troba prou ben conservat.